# 1981年電子遊戲界

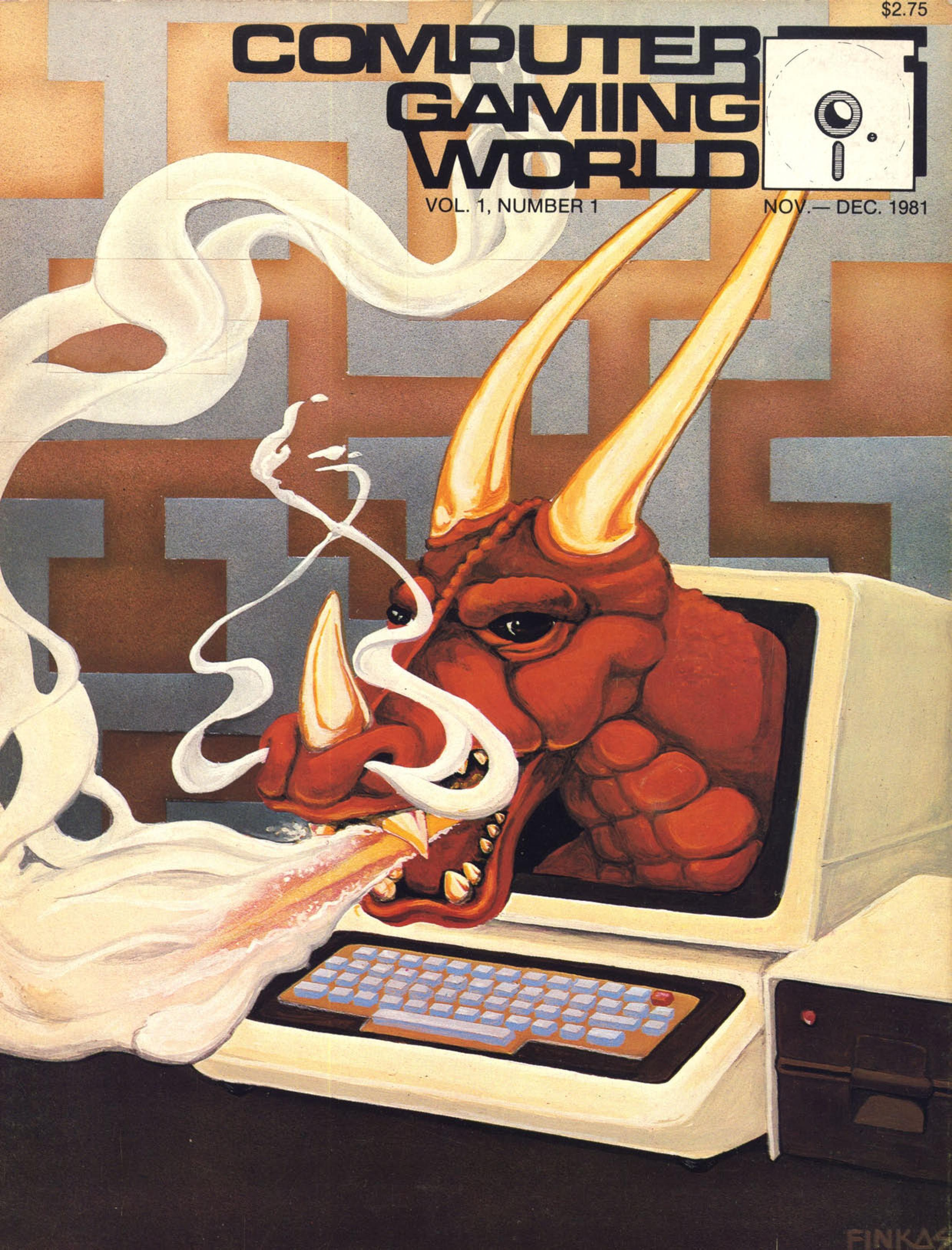
《電腦與電子遊戲》創刊號

## 事件

### 杂志
- 11月 － 英国电子游戏杂志《电脑与电子游戏》创刊。
- 第四季度 － 阿尔尼·卡茨和比尔·库克尔创立《Electronic Games》，这是第一款电子游戏杂志，被视为电子游戏新闻业的开端。

### 商业
- APF电子歇业。
- 美国街机游戏市场创收82亿美元[1]。
- 美国家用电子游戏市场销售收入10亿美元[2]。
- 欧洲家用电子游戏市场产值2亿美元[3]。

## 知名发行

### 游戏
街机
- 2月 － 科乐美发行《Scramble》，这是首款强制横向卷轴并设有多种关卡的射击游戏[4]。
- 2月 － 威廉姆斯电子发行《Defender》。
- 7月9日 － 任天堂发行宫本茂的《大金刚》，角色大金刚和瑪利歐（當時稱為Jumpman）首次登场，游戏确立了平台游戏的样板。这也是最早有充实故事的游戏之一[5]。
- 7月 － 科乐美发行了畅销街机游戏《青蛙过河》。
- 9月 － 南梦宫发行《大蜜蜂》的畅销续作《小蜜蜂》。
- 10月 － 世嘉/Gremlin在北美发行《小蜜蜂》。
- 10月 － 世嘉在VCO Object上发行竞速游戏《Turbo》，游戏采用第三人称后视赛车，领先南梦宫《Pole Position》近一年。
- 10月21日 － 威廉姆斯电子在Eugene Jarvis上发行《Stargate》。
- 11月 － 南梦宫发行了首款卷轴平台游戏《Jump Bug》，该游戏由Hoei/Coreland和ADK》开发，北美版由Rock-Ola在世嘉的授权下发行。
- Midway Games发行了《Gorf》和《Wizard of Wor》。

电脑
- 6月 － 《创世纪I》发行。
- 9月 － 《巫术》发行。
- Muse Software发行了西拉斯·华纳的《德军总部》。

### 硬件
街机
- 7月 － 街机主板南梦宫Warp & Warp发行。
- 10月 － 首款专注于伪3D精灵图形的街机主板世嘉VCO Object发行。

电脑
- Astrovision在从Bally/Midway处够得权利后，开始销售Bally Computer System。
- Acorn Computers发行BBC Micro家用电脑，并附带游戏《Elite》促销。
- Commodore Business Machines发行家用电脑Commodore VIC-20。
- NEC在日本发行PC-8801家用电脑。
- Sinclair Research在英国发行Sinclair ZX81；不久之后，J. K. Greye Software发行用Malcolm Evans语言编写的《3D怪物迷宫》，这是首款非使用专用矢量图形硬件的即时3D图形游戏。

家用机
- Coleco发行Total Control 4家用机。
- 世嘉在日本对SG-1000市场测试。

掌机
- 11月 －任天堂的Game & Watch在瑞典发行。